# Puchero de barro

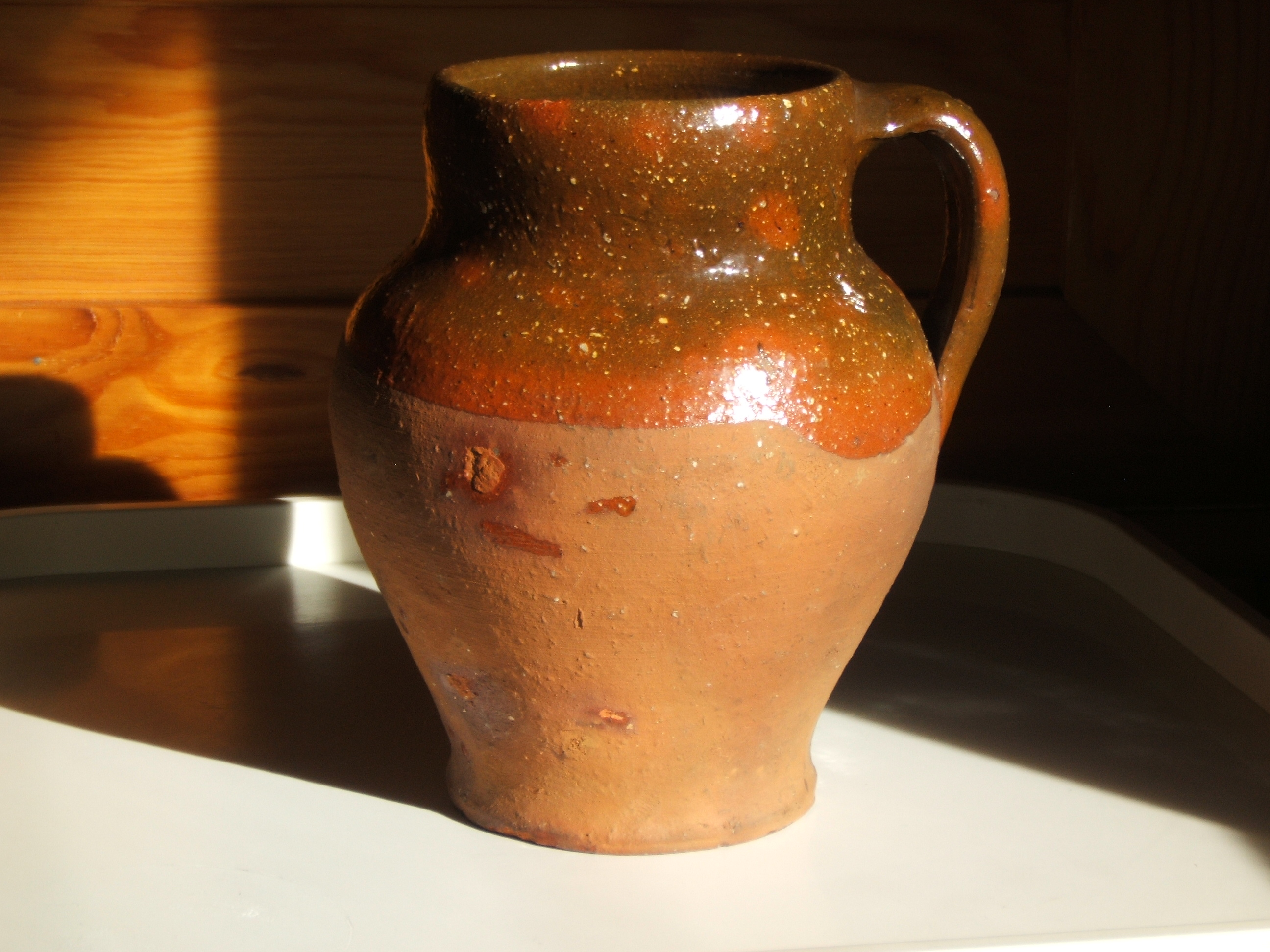
Puchero de boca vidriada. Alfarería tradicional del noroeste de la península ibérica (origen Puebla de Sanabria, Zamora, España).

Puchero de barro es la vasija alfarera de barro o arcilla cocidos, sin vidriar o con vidriado interior, usada para calentar líquidos o cocinar alimentos. Su aspecto y morfología son los de un vaso heredero de la cultura campaniforme, de panza ancha y globosa y cuello ancho y corto -o sin cuello- provisto de una o más asas laterales que permiten su manejo sin quemarse. En algunos países y algunos autores lo consideran sinónimo de olla. En la antigüedad clásica y el Mundo Antiguo en general, este tipo de recipiente se utilizaba también para enfriar, como pequeña nevera que se llenaba de nieve o agua muy fría, en un función similar a la de las cráteras de vino.

## Morfología y usos
Con diferente nomenclatura en América, África, los países asiáticos y Europa, el puchero de tradición castellana presenta unas formas comunes: vaso troncocónico abierto o vasija cilíndrica de diámetro variable. A veces dispone de una tapadera como las cazuelas y algunas ollas, así por ejemplo el puchero aceitero que se empleaba para guardar el aceite sobrante de los fritos y se tapaba con una tapadera de barro o con un trapo. La morfología también da noticia de otros tipos y denominaciones como el puchero culón, ancho y panzudo, muy similar a una olla de barro tradicional, es decir
cuya altura y anchura son casi iguales.

## Etnografía y arqueología

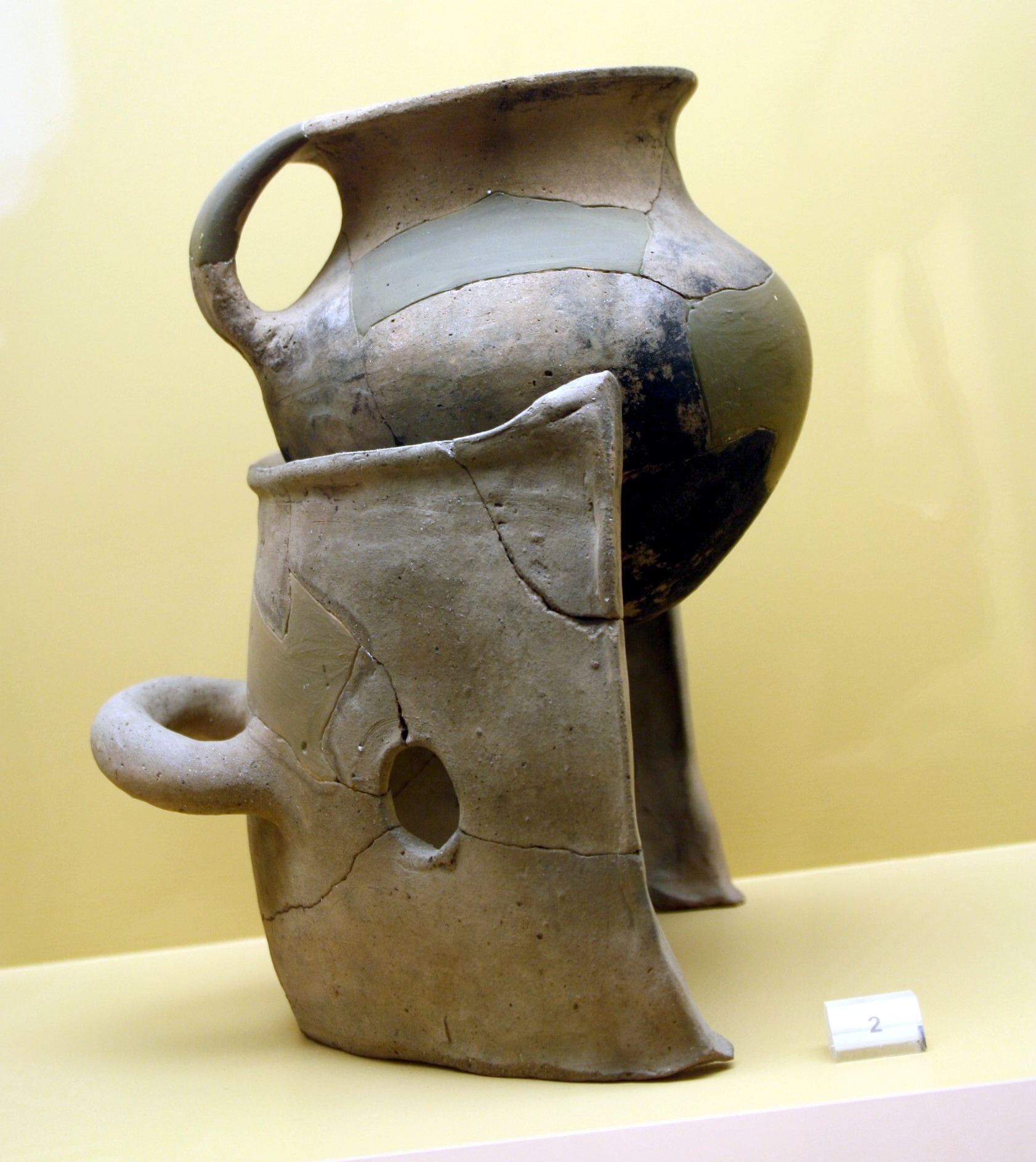
Puchero sobre un primitivo brasero. Estoa de Átalo, Atenas. Cerámica jónica, h. 550 a. C.,

Antropólogos, etnógrafos y arqueólogos aportan abundante documentación que, relacionada con los pueblos aborígenes primitivos y su legado material, puede dar una idea de la morfología de los pucheros o las vasijas asociadas a ellos y su uso. Con sorprendentes paralelismos en pueblos y civilizaciones de distintos continentes, como puede observarse en la producción cerámica de los 'nativos americanos', la cerámica japonesa o la cacharrería endémica de los países del Mediterráneo.
A este respecto resultará llamativo el hecho de la identidad de formas y tamaños de los pucheros en la cultura de la Grecia Clásica producidos hace 25 siglos, con los fabricados en la Meseta Central castellana en la primera mitad del siglo XX. Como puede verse en la documentación fotográfica.

## "Coloraos" de Alcorcón
Quizá uno de los recipientes más populares de la literatura española, el puchero rojo o colorao de Alcorcón, fabricado durante siglos en esa localidad del cinturón de Madrid en alfares ya desaparecidos, fue glosado, cantado o descrito desde el siglo XVII por Diego de Torres Villarroel, Agustín Moreto, Francisco de Avellaneda, entre otros muchos autores, como relata la historiadora y especialista Natacha Seseña en su manual clásico dedicado a la Cacharrería popular.
La fama de los coloraos se hizo extensiva en los mercados populares a los botijos, como escribía Eugenio Noel en la primera mitad del siglo XX en su relato Un toro de cabeza en Alcorcón: «Alcorcón no existiría, ni sus célebres botijos tampoco, si el río, al convertirse en arroyo, no hubiera previsto la necesidad de refrescar el agua».

## Iconografía pictórica

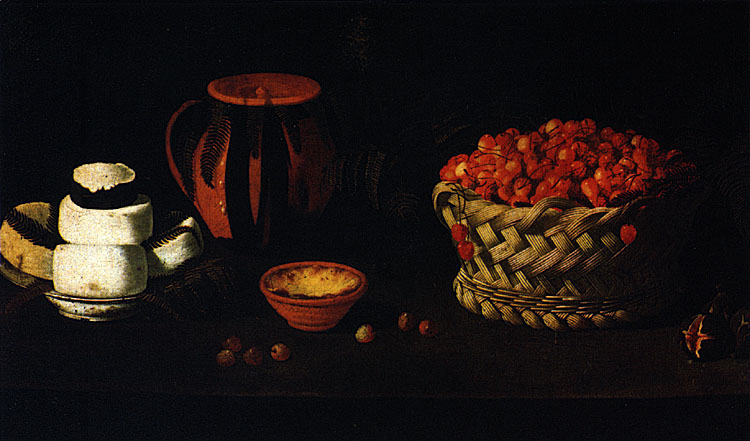
Puchero con tapa (en el centro), pintado por Josefa de Óbidos hacia 1675.
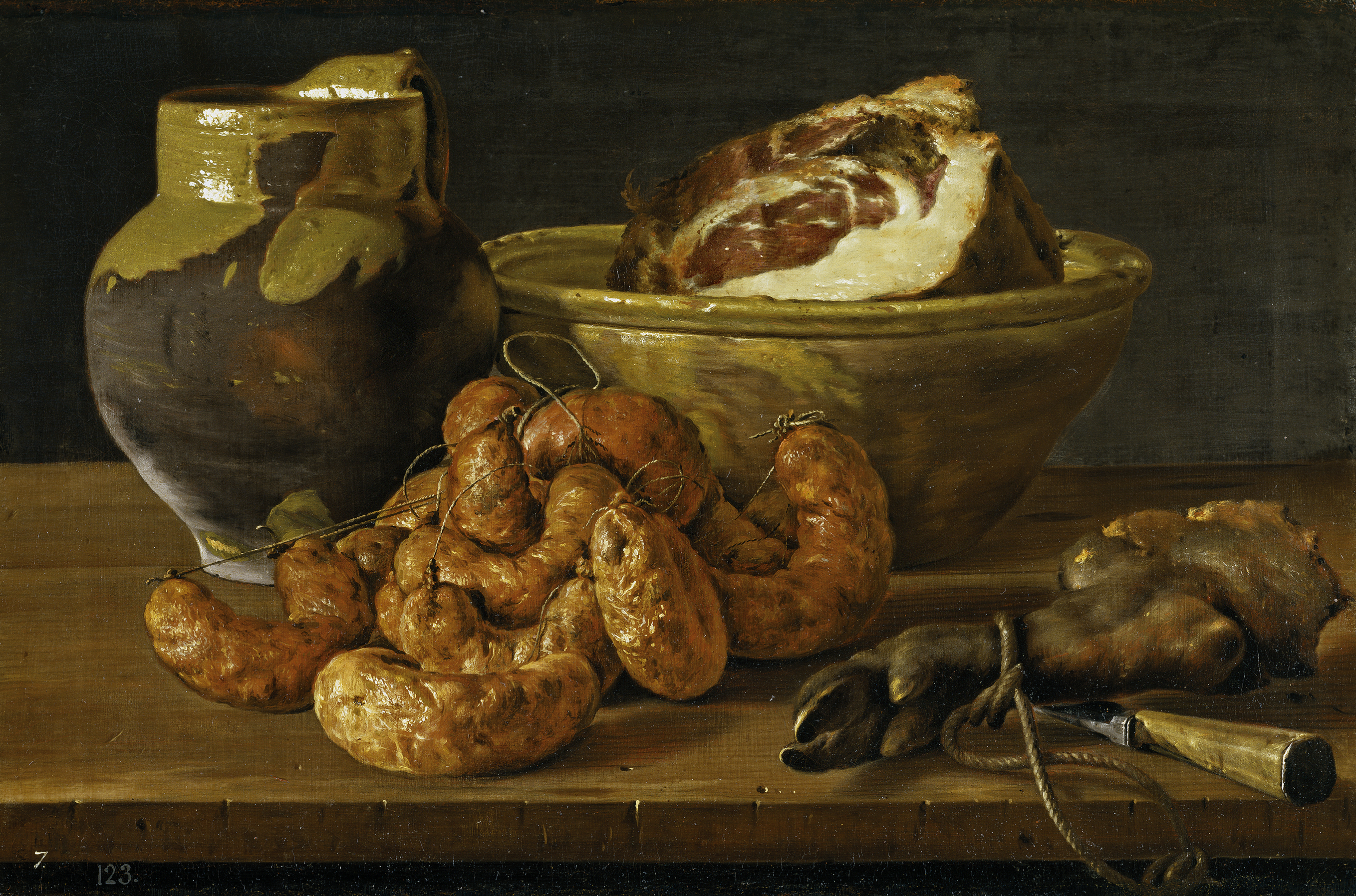
Puchero (a la izquierda), en un bodegón pintado en 1772 por Luis Egidio Meléndez. Museo del Prado.